# Andreas Geritzer
Andreas Geritzer, född den 11 december 1977 i Wien, är en österrikisk seglare.
Han tog OS-silver i laser i samband med de olympiska seglingstävlingarna 2004 i Aten.